# Pardosa haibeiensis
Pardosa haibeiensis là một loài nhện trong họ Lycosidae.
Loài này thuộc chi Pardosa. Pardosa haibeiensis được Chang-Min Yin et al miêu tả năm 1995..